# Chaumont-Porcien
Chaumont-Porcien es una comuna francesa situada en el departamento de Ardenas, en la región de Gran Este.

## Demografía
| 577 | 625 | 569 | 478 | 479 | 473 | 509 |
| Para los censos de 1962 a 1999 la población legal corresponde a la población sin duplicidades (Fuente: INSEE [Consultar]) |     |     |     |     |     |     |